# Umm Kulthum
Umm Kulthum (31. prosinca 1898. – 3. veljače 1975.), rođena Fatma Ebrahim Elbeltagi, bila je egipatska pjevačica, glumica i tekstopisac. Umm Kulthum se smatra u arapskom svijetu jednom od najpoznatijih i najslavnijih pjevačica 20. stoljeća, a dosegla je i svjetsku slavu. Različita pisanje njenog imena su: Om Koultoum, Om Kalthoum, Oumme Kalsoum i Umm Kolthoum. Na turskom njeno ime se piše Ümmü Gülsüm. 
Umm Kulthum je rođena u selu Tamay ez-Zahayra, u blizina grada El Senbellawein, egipatski guvernat Dakahlia, na delti rijeke Nil, u blizini Mediteranskog mora. Točna godina i datum rođenja su upitni, jer u egipatskoj upravi postoje podaci o 31. prosincu 1898. i 31. prosincu 1904.g.